# Police Quest: In Pursuit of the Death Angel
Police Quest: In Pursuit of the Death Angel (retrospektiv auch Police Quest I) ist ein Textadventure-Computerspiel von Sierra On-Line, das 1987 für DOS-PC erschien. Noch im selben Jahr erschienen Portierungen für Apple II und Apple IIgs, Apple Macintosh, Atari ST, Commodore Amiga. Eine Fassung für Commodore 64 erschien nie. Es ist der erste Teil innerhalb der Police Quest Reihe. Mit Police Quest 2: The Vengeance erschien im Folgejahr ein direkter Nachfolger. 1992 veröffentlichte Sierra unter dem gleichen Titel ein Computerspiel-Remake in VGA-Grafik als Point-and-Click-Adventure im Stile der Nachfolger.

## Handlung
Das Spiel ist in der Kleinstadt Lytton (Kalifornien) verortet. Ein ortsansässiger Händler beginnt ein Drogengeschäft aufzubauen und erhält den Beinamen Death Angel, da dieser auch vor Mord nicht zurückschreckt und selbst Schüler in die Drogenkriminalität abrutschen lässt. Der Protagonist Sonny Bonds verhaftet bei einer Verkehrskontrolle einen Handlanger des Drahtziehers. Er wird dem Drogendezernat zugeteilt und versucht, den gesamten Drogenring zu zerschlagen.

## Spielprinzip
Dargestellt ist die polizeiliche Routine im Dienstalltag, die mit Einsatzbesprechung, Ausrüstung und Kontrolle des Streifenwagens beginnt. Anschließend werden zunächst Ordnungswidrigkeiten geahndet, betrunkene Autofahrer aus dem Verkehr gezogen und eine Situation mit aufgebrachten Rockern deeskaliert. Dabei muss stets die Dienstvorschrift eingehalten werden wie etwa dem Vorlesen der Rechte. Die Spielfigur wird per Tastatur oder Joystick gesteuert. Ein Textparser nimmt Aktionen der Spielfigur entgegen.

## Entwicklung
Der Game Designer Jim Walsh war vormals Streifenpolizist. Er wurde bei einer Straßenkontrolle mit einer Schusswaffe bedroht, während der Untersuchung freigestellt und suchte in der Zeit nach Beschäftigung. Seine Frau hatte Ken Williams als Kunden im Friseursalon und brachte die beiden zusammen. Die Handlung des Spiels basiert auf Erlebnissen von Jim Walsh im Dienst, so auch der Antagonist des Spiels, dessen Name jedoch geändert wurde.

## Technik
Das Spiel verwendet eine Bildauflösung von 160 × 200 mit 16 Farben gemäß des EGA-Standards. Im Oktober 2022 wurde der Quelltext bei GitHub veröffentlicht, um das Spiel für die Nachwelt zu erhalten.

## Rezeption
Philipp Kus vom Aktuellen Software Markt vergab die Auszeichnung ASM-Hit. Das Spiel sei originell und authentisch. Einige Sprites und Hintergründe wirkten jedoch technisch veraltet. Das Fahren durch die Straßenschluchten sei langweilig. Die Portierung für Atari ST sei ebenbürtig. Die Vorabfassung für den C64 sei grafisch völlig misslungen. Carsten Borgmeier vom Amiga Joker machte Probleme bei der Maussteuerung Amiga und ST Fassungen aus und bewertete die Geräuschkulisse als miserabel.
In einer Retrospektive urteilte Adventure Corner, dass es sich um einen Top-Klassiker handele, wenn man sich auf den damaligen technischen Stand einlasse.